# 上代仮名遣の研究
『上代仮名遣の研究』（じょうだいかなづかいのけんきゅう）は、大野晋が1953年に岩波書店から出版した学術書。副題は「日本書紀の仮名を中心として」。序は時枝誠記。右開き縦書き。なお本稿は第4刷に準拠したものである。旧字体と歴史的仮名遣いはそれぞれ現代の文字遣いに改めた。

## 前編

### 第一章 序説
本書執筆の動機として、国学者は古事記を基本と考え日本書紀を軽んじる傾向があること、また、古事記・万葉集を見馴れた眼には、日本書紀の仮名には違例に見えるものが多いことを挙げている。そしてその目標を、日本書紀の歌謡と訓注とに見出される語彙をすべて採録し整理を加え、本文上の異同を校し、語彙ならびに仮名の索引の形式に於てそれを収めることとしている。取り組むべき問題として、古事記・万葉集の字音は一般に呉音であり、用いられている字種が少なく、特に万葉集は一音一文字を原則とするのに対し、日本書紀の仮名はより新しい北方音であり、その字種は530種類も存在すること、そして万葉仮名は各文字が中国の文音体系を有し、その字音体系は中国本土における音韻の時代的地方的相違を詳細に反映するものであることを挙げ、それを踏まえて文献ごとに音韻との関係を定めるべきであることを述べている。

### 第二章 仮名と音韻体系
「心」は、古事記では「許々呂」という表記のみがある一方、万葉集では「許々呂」「許己呂」「己許呂」「己己呂」「去去里」の5種類の表記があり、日本書紀には「許居呂」「虚々呂」の2種類の表記がある。このような万葉仮名の選択の重複から、これらの文字群が同一の音韻を表現すると考えられる。しかるに、「恋ひ」を表現する文字は、古事記では「古斐」、万葉集では「古非」「故非」「故飛」「孤悲」、日本書紀には「姑悲」が使われる。注目すべきことに、「心」を表記する万葉仮名の一群と、「戀ひ」を表記する万葉仮名の一群とは、同じコの音を表していても重複せず、区別して使い分けられているのである。このことから、奈良時代の文献においては区別して用いられる「古」の一群と「許」の一群が存在することが明らかになる。このように、いろは歌の仮名によっては区別されない万葉仮名の二群の区別を上代特殊仮名遣と呼ぶ。一例として、日本書紀におけるコ、ゴの仮名を全て挙げると、
- コ甲類 古顧故姑固胡孤吾悟呉誤娯（いずれも模韻。韻鏡内転第十二開合一等）
- コ乙類 居莒挙拠去渠虚許御馭語（いずれも魚韻。韻鏡内転第十一開三等）

このように、二群が広韻における韻の所属の相違、韻鏡における配置の相違に整然と対応していて例外がないことがわかる。これは二群の間に音韻の差が存在したことを強く示唆する。
また、平安時代の平仮名文献においては、濁音は独立した音韻ではないように見える。しかし、平安時代を挟む前後の音韻体系の観点からみると、平安時代においても濁音は独立した音韻として聞き分けられていたことがわかる。このことから、平安時代の平仮名表記は清音と濁音を書き分けることを単に省略していたということがわかる。

### 第三章 日本書紀の上代特殊仮名遣
第二章に述べた方法に従って日本書紀の仮名を類別した結果、いろは歌の47文字は明らかに書き分けられており、他に13の仮名において内部が二つに区分される。この結果を以下の一覧に示す。・符の下は濁音を示す。
- え（ア行）愛哀埃
- ヱ（ヤ行）曳延叡
- キ（甲類）岐枳吉企棄耆祇祁・芸蟻伎儀𡺸
- き（乙類）紀基機己規奇既気幾・疑擬
- ヒ（甲類）比卑必臂避譬毗
- ひ（乙類）悲彼被妃秘・備眉媚糜
- ミ（甲類）弥瀰美弭気寐湄
- み（乙類）未微
- ケ（甲類）計鶏雞家啓稽祁・霓
- け（乙類）該戒階居開気愷凱慨穊・礙皚㝵
- へ（甲類）幣弊蔽鞞鼙・謎
- へ（乙類）閇背杯沛俳倍珮陪・毎
- メ（甲類）謎売咩綿迷
- め（乙類）梅毎妹昧迷
- コ（甲類）古固故姑顧孤胡・吾誤呉悟娯
- コ（乙類）挙莒拠居虚去許渠・語御馭
- ソ（甲類）蘇素沂
- そ（乙類）曽諸則所賊贈層・茹鐏鋤序叙
- ト（甲類）斗刀妬都杜覩図徒塗屠度渡・怒奴
- と（乙類）等登苔騰滕藤鄧㔁・廼耐
- ノ（甲類）奴努怒弩
- の（乙類）廼能
- ヨ（甲類）用庸遥
- よ（乙類）豫誉余預与餘
- ロ（甲類）漏魯露樓
- ろ（乙類）呂盧廬稜

以下において、この上代特殊仮名遣の見地から従来の解釈に問題を提起する例を、比較的単純なものに限って以下に挙げる。
- 崇神紀歌謡「於朋耆妬庸利于介伽卑氐（オホキトヨリウカカヒテ）」は、従来の解釈では「大城戸より窺いて」とされてきた。しかし、城（キ）は乙類であるのに対し、本文中の「耆」は甲類であるため違例となり、この解釈は成り立たなくなる。「大き戸」あるいは「大き門」と解釈するならば違例とならない。
- 歌謡三十二「区之能伽弥（クシノカミ）」は、従来の解釈では「酒の神」とされてきた。しかし、神のミは乙類であるのに対し、本文中の「弥」は甲類であるため違例となり、この解釈は成り立たなくなる。「酒の司」と解釈するなら違例とならない。
- 仁徳紀二十二年「夏虫の 譬務始（ヒムシ）の衣 二重着て 囲み屋辺は 豈宜くもあらず」は、従来の解釈では「蛾（ヒムシ、火虫）」とされてきた。しかし、火（ヒ）は乙類であるのに対し、本文中の「譬」は甲類であるため違例となり、この解釈は成り立たなくなる。「霊虫」と解釈するなら違例とならない。

### 第四章 日本書紀の清濁表記

#### 第一節 総説
奈良時代の国語の音韻の問題の一つは、清濁を区別していたかである。本居宣長は古事記の仮名が清濁を正確に一音一字に書き分けており、また万葉集の仮名の清濁も書き分けているという見解を示した。しかし、それでも清濁混淆はしばしば見いだされる。日本書紀の仮名に至っては、多くの混淆例が認められるとした。ここでは、その日本書紀の字音仮名の清濁混淆の問題について論じる。結論を先に述べると、古事記に迫るほど明瞭に区別されていることが確認されたのである（違例率1％強）。
近世初期にはイエズス会士たちが日葡辞書や日本大文典などのキリシタン版を書き残したが、その大部分の語の清濁が今日の音韻と一致する。遡って院政時代には類聚名義抄が書かれ、アクセントと清濁を示す符号が付されており、やはり大部分の語の清濁が今日の音韻と一致する。更に遡って平安中期には金光妙最勝王経音義（1079年）が書かれ、いろは歌と並んで別に濁音字として二十の仮名を挙げている。しかも、その訓注においては「古」「己」のような上代特殊仮名遣の甲類乙類が使い分けられ、奈良時代の姿を留めている。以上から、少なくとも平安時代以降の日本語は、清濁は明らかに区別されていたが、仮名書きは必ずしも清濁を区別しなかったことがわかる。問題とされる奈良時代における清濁の問題についても、古事記の仮名を見ると清濁は明瞭に使い分けられ、混淆は極めて稀か、あるいは文献的、音声学的に説明可能な類型が存在する。その清濁の区別は、平安、室町、現代の区別とほとんど対応している。では、日本書紀の場合はどうだろうか。
従来、日本書紀の字音仮名において清濁混淆が甚だしいとした見解は、以下の点を見落としていたためと考えられる。古事記・万葉集の字音は、揚子江下流域の南方系の呉音である。これに対し、日本書紀の字音は、北方系の漢音である。この違いは、例えば「凱」「愷」「該」「穊」は呉音ではガイであるが、日本書紀ではケ（乙類）であることに対応する。別の例を見ると、「時」「璽」「辞」は呉音ではジであるが、日本書紀ではシである。院政時代の僧、明覚は悉曇要訣において、「陁」の音は漢音なら「タ」であり、「ダ」ではないことを述べている。これは日本書紀における「陁」の用法と一致する。つまり、一見清濁混淆の例のように見えるが、実は呉音（南方系）と漢音（北方系）の違いなのである。その事情は以下のとおりである。日本書紀持統天皇五年に音博士続守言、薩弘恪が来朝し、また続日本紀称徳天皇神護景雲元年に音博士袁晋卿が来朝した。これら大唐の学者たちは、当時の都が存在した北方音を正しい音韻として教授し、すでに日本で普及していた古い南方系の呉音を排斥したであろう。日本書紀は盛唐に対して威儀を正して向かい合う意味を込めて編纂されたものであるから、大唐の都において行われる音韻を採用したであろうことは想像に難くない。また当時、朝廷は僧侶たちに新しい漢音を学習すべき旨を示し、正音を学習しないものは得度せしめないとしていた事情も考慮されるべきである。しかし、古来より受け入れられてきた南方音はすでに深く浸透していたため、新しく輸入された漢音は結局仏典の誦習や漢籍の字音などにのみ限定的に普及したものと考えられる。そのため古事記では呉音を用い、万葉集や戸籍帳、仏足石歌などの仮名もまた呉音に基づくものなのだろうと推察される。